# دلیمیر باجیچ
دلیمیر باجیچ ( سیریلیک صربی: Делимир Бајић  ; متولد 28 مارس 1983) بازیکن فوتبال بوسنیایی-هرزگوینی است که برای تیم فوتبال بوراچ بانیا لوکا در لیگ برتر بوسنی و هرزگوین بازی می کند.